# 지진의 유형
지진의 유형은 다양한 종류로 구분할 수 있다. 아래는 여러 유형별로 지진을 분류하는 방법에 대해 나열한다.

## 진원별 유형
아래는 진원의 위치나 발생 구조에 따른 지진의 종류이다. 이 종류의 지진은 크게 단층에서 일어나는 지진(구조론적 지진)과 그렇지 않은 지진(비구조론적 지진)으로 나눌 수 있는데 아래 진원 유형별 지진은 구조론적 지진에 해당한다.
- 여러 판 사이에서 발생하는 지진(판 경계간 지진)[1]
  - 수렴형 경계에서 발생하는 지진
    - 해구 등 섭입대에서 발생하는 지진(해구형 지진)[1]
    - 충돌형 경계에서 발생하는 지진

  - 발산형 경계에서 발생하는 지진
    - 해령에서 발생하는 지진(해령형 지진)[1]

  - 보존 경계에서 발생하는 지진(변환 단층형 지진)[1]
- 판 내부에서 발생하는 지진(판 내부 지진)
  - 대륙판 내부에서 발생하는 지진(대륙판 내부 지진, 대륙 지각 지진,[3] 내륙형지진,[1][4] 단층형지진, 직하형지진)
  - 해양판 내부에서 발생하는 지진(해양판 내부 지진)
    - 다른 판 아래로 섭입하기 바로 직전의 해양판 내부에서 발생하는 지진(섭입하는 해양판 내부 지진,[3] 아웃터라이즈 지진)
    - 다른 판 아래로 섭입한 이후의 해양판 내부에서 발생하는 지진(섭입하는 해양판 내부 지진,[3] 슬래브 내부 지진[5])

그 외에 특별하게 진앙의 위치에 따라 다음 유형의 지진을 별도로 구별할 수 있다.
- 해저 지진: 해저에서 발생한 지진
- 화산성 지진: 화산의 영향이나 화산 활동으로 발생한 지진

### 진원 깊이
진원 깊이에 따라서도 지진을 구별할 수 있다.
- 천발지진: 깊이 70 km 이내 얕은 곳에서 발생한 지진
- 중발지진: 깊이 70 - 300 km 사이에서 발생한 지진
- 심발지진: 깊이 300 km 이상 깊은 곳에서 발생한 지진

## 발생 유형
모든 지진은 그 발생 유형에 따라 자연적인 단층파괴나 지구의 여러 움직임으로 인한 지진인 자연지진과 인간의 활동으로 인해 발생된 인공지진으로 구분할 수 있다.

### 지진군 등
통상적인 지진의 경우 다음과 같이 구분할 수 있다. 다만 아래의 전진, 본진, 여진을 구분하는 것은 일련의 모든 지진이 다 일어난 후에만 정의가 가능하다.
- 전진
- 본진
- 여진

그 외에 전진, 여진을 구분할 수 없는 군발지진도 존재한다. 그리고 동시에 비슷한 규모의 지진이 여러 차례 발생하는 이중지진 혹은 다중지진도 있다.

### 단층 파괴 유형
단층이 어떤 방식으로 전단되는지, 혹은 단층 파열 방식에 따라 크게 아래와 같이 구분할 수 있다.
- 정단층형 지진
- 역단층형 지진
- 주향이동단층형 지진

그 외에도 단층 파열의 전파가 지진파의 전파(S파) 속도보다 더 빠른 속도로 발생하는 지진인 초전단 지진도 존재한다.

## 규모에 따른 유형
발생한 지진의 지진 규모가 어느정도냐에 따라 용어를 서로 다르게 부를 수 있다.
- 미소지진 (보통 규모 M2 이하)
- 거대지진 (보통 규모 M8 이상)
- 초거대지진 (규모 M9 이상)

## 유사지진 및 지구 외 천체의 지진
지구 외에서도 달이나 태양에서 비슷한 지진 현상이 발생한다. 또한 빙하, 동토와 같이 얼음이 덮여 있는 땅에서 얼음이 움직여서 발생하는 유사지진인 빙진도 존재한다.

## 기타 분류
- 유발지진: 거대지진의 영향으로 진원역 바깥 멀리 떨어진 지역에 단층을 자극하는 등 지진을 유발시켜 마치 여진처럼 보이는 지진이 일어나는 현상
- 해일지진: 지진의 규모에 비해 큰 해일이 발생하는 지진[13]
- 비지진성 움직임: 지진처럼 직접 땅이 흔들리고 단층이 생기지는 않지만, 마치 단층운동처럼 지각이 움직이는 현상. 지각의 운동 방식과 모양에 따라 크게 세 가지로 나눌 수 있다.
  - 정상 미끄러짐
  - 슬로우 슬립
  - 크리프 단층